# 알수
알수 랄리포브나 아브라모바(러시아어: Алсу́ Рали́фовна Абра́мова, 타타르어: Алсу Рәлиф кызы Абрамова 알수 랄리프 키지 아브라모바, 혼전 성씨: 사피나(러시아어: Са́фина), 1983년 6월 27일 ~ )는 간단히 알수(러시아어: Алсу)라는 이름으로 알려져 있는 러시아의 가수이자 배우이다. 스웨덴 스톡홀름에서 열린 유로비전 송 콘테스트 2000에서 러시아 대표로 참가하여 2위를 차지했다.

## 생애 초반
알수는 소련 부굴마에서 태어났다. 그의 아버지인 랄리프 라필로비치 사핀은 루크오일 경영진, 러시아 연방의회의 상원인 연방평의회 의원을 역임한 바시키르인 출신 부유층 인사이다. 랄리프 사핀은 2004년에 《포브스》가 선정한 러시아의 100대 부자 가운데 한 사람으로 선정되었다. 또한 알수의 어머니인 라지야 이스하코브나 사피나는 볼가 타타르인 건축가이다. 알수는 무슬림이며 그에게는 오빠인 루슬란, 마라트, 남동생인 레나르트가 있다.
알수가 1세였을 때에 그의 가족들은 부굴마에서 시베리아로 이주했다. 5세 시절에는 자신의 부모에게 피아노를 부탁했고 사립 음악 학교에 다닐 수 있게 되었다. 아버지가 사업을 위해 모스크바로 이주하면서 알수는 미국 뉴욕으로 이주했고 나중에 영국으로 가서 사립 건축 대학교에 입학했다. 런던에 사는 동안에는 러시아를 자주 방문했다.
알수는 1998년에 모스크바강 주변에서 열린 자신의 오빠인 마라트의 결혼식에서 그랜드 피아노에 앉으면서 돌리 파튼의 노래 〈I Will Always Love You〉를 불렀다. 이 비공개 공연 이후에 알수의 가족들은 알수가 전문적인 가수 경력을 쌓도록 설득하기 시작했다.

## 경력

### 시작
알수는 15세 시절에 발레리 벨로체르콥스키 음악 매니저에 의해 소개되었다. 알수는 다시 〈I Will Always Love You〉를 공연하면서 매니저에게 깊은 인상을 주었고 벨로체르콥스키는 다음 날에 알수와 함께 일을 시작했다. 알수의 러시아 데뷔 음반은 1999년 9월 16일에 발매된 《알수》(러시아어: Алсу)이다. 이 음반은 러시아에서 매우 성공적이었으며 3장의 싱글 음반(〈Zimnii Son〉("겨울의 꿈"), 〈Vesna〉("봄"), 〈Inogda〉("간단함"))을 탄생시켰다. 알수는 자신의 러시아 데뷔 음반이 대성공을 거둔 이후에 유니버설 뮤직 러시아와 계약을 체결한 최초의 러시아 출신 아티스트가 되었다. 2000년까지 700,000장 이상의 합법적인 CD가 러시아에서 판매되었다.
알수는 2000년에 자신의 첫 영어 싱글 음반인 〈Solo〉를 녹음했는데 앤드루 레인과 브랜던 반스가 작사를 맡았다. 알수는 스웨덴 스톡홀름에서 열린 유로비전 송 콘테스트 2000에 참가하여 2위를 차지했다. 러시아에서 100,000장이 팔린 〈Solo〉는 러시아에서 가장 많이 팔린 싱글이 되었는데 엔리케 이글레시아스와 함께 녹음한 듀엣곡이자 후속 싱글 음반인 "You're My #1"은 이를 능가했다. 알수는 "나는 크렘린에서 그와 함께 공연하는 것이 정말 즐거웠고 우리의 길이 다시 교차되기를 바랍니다."라는 소감을 전했다.
알수는 유로비전 송 콘테스트 2000에서 큰 성공을 기록하면서 러시아 각지에서 대규모 순회 공연을 개최했다. 특히 자신의 고향인 부굴마에서 17번째 생일을 축하하는 공연을 개최했는데 120,000명의 인구 가운데 86,000명이 광장에 모였다. 알수는 2005년 10월에 덴마크 코펜하겐에서 열린 유로비전 송 콘테스트 50주년 기념 콘서트에서 솔로 공연을 가졌다.

### 영어 음반 경력
알수는 2000년부터 2001년 사이에 러시아에서 발매된 영어 데뷔 음반인 《Alsou》의 작업을 진행했다. 이 음반은 독일, 노르웨이, 폴란드, 체코, 말레이시아에서도 발매되었다. 리드 싱글 〈Before You Love Me〉는 2001년 4월 30일에 영국 MTV 셀렉트(MTV Select)에서 1위를 차지하고 알수가 텔레비전에 출연한 직후에 발매되었다. 하지만 이 음반은 영국 싱글 차트에서 27위를 차지하는 데 그쳤다. 2001년 말에는 독일과 오스트레일리아에서 발매되었다.
후속 싱글 〈He Loves Me〉는 2001년 10월 15일에 독일에서만 발매되었고 제한적인 성공을 거두었다. 이 음반은 영국에서 발매가 취소되었지만 2001년부터 2002년까지 여러 유럽 국가들과 말레이시아에서 발매되었다.

### 음반 사이에서의 경력
2001년과 2002년에 걸쳐 알수의 러시아 데뷔 음반이 재발매되었으며 2장의 싱글 음반(〈Osen〉("가을"), "Kogda Lubov Ko Mne Pridiot"("내게 사랑이 찾아오면")이 발매되었다. 알수는 2002년 여름에 옛 소련 국가들을 방문했다. 알수의 새로운 싱글 음반인 〈Letyashaya Nad Oblakami〉("구름 위를 날다")의 뮤직비디오는 러시아의 로맨스 영화인 《아틀란티다》가 개봉되기 이전에 러시아의 극장에서 상영되었다. 알수는 영화를 위한 2곡을 녹음했다.

### 3부작과 《19》
2002년 8월에 러시아 연극의 2번째 스튜디오 세션이 시작되면서 알수는 모스크바에서 콘서트를 준비하고 있었다. 3부작 프로젝트는 러시아의 지역 신문들에 의해 가장 중요한 사회, 문화 행사 중 하나로 간주되었다. '3부작' 구상의 독특함은 세계에서 단 10일 동안에 걸쳐 3차례의 완전히 다른 공연을 한 가수는 단 한 명도 없었다는 것이다.
알수의 1번째 공연은 로시야 콘서트 홀에서 열렸는데 알수는 과거 모스크바에서는 볼 수 없었던 "Alsou And Her Authors"라는 제목의 그녀의 오래된 세트를 공연했다. 2번째 공연은 1,500석 밖에 없는 차이콥스키 홀에서 열린 단독 관현악 콘서트였다. 3번째 공연은 "Solo"라는 제목의 유럽 공연이었다. 이 공연은 올림픽 스포츠 콤플렉스에서 열렸으며 판타지 위주의 세트에 러시아어와 영어 신곡을 수록했다. 알수는 3번째 공연이 끝난 이후에 "Vchera"("어제")의 뮤직비디오를 촬영했다.
알수는 2003년 1월 23일에 자신의 새로운 러시아 음반인 《19》를 발매했다. 이 음반은 음악 평론가들로부터 호평을 받았고 2003년 4월까지 판매량은 500,000장에 달했다. 《19》에는 〈Vsyo Ravno〉("어쨌든"), 〈Vchera〉, 〈Yesterday〉, 〈Perviy Raz〉, 〈The First Time〉, 〈Mechty〉("꿈", 카를 피리에르손(Karl Frierson) 피처링), 〈Letyashaya Nad Oblakami〉, 〈Etkey〉("아버지", 타타르어 싱글) 등의 싱글 음반이 수록되었다.
알수는 《19》의 성공 이후에 제1회 전국 음악상인 "Muz-TV"에 노미네이트되었다. 알수는 2003년 6월 5일에 외국 스튜디오에서 일하다가 모스크바에 도착한 이후에 뜻밖에도 "최고의 여성 아티스트" 후보의 수상자가 되었다. 투표는 러시아 전역에서 진행되었는데 기쁨의 눈물도 멈출 수 없었다. 알수는 《19》 음반 판매를 지원하기 위해 러시아, 우크라이나, 조지아, 아제르바이잔, 라트비아, 이스라엘, 카자흐스탄에서 성공적인 공연을 펼쳤다.

### 2번째 영어 음반
알수는 거의 4년 동안에 걸쳐 자신의 2번째 영어 음반인 《Inspired》를 작업했는데 영국 런던과 미국 로스앤젤레스에서 녹음이 진행되었다. 리드 싱글인 〈Always on My Mind〉는 알수와 모르텐 숄린이 작사를 맡았다. 이 노래의 뮤직 비디오는 2004년 5월에 조지프 칸 감독이 촬영했다. 2005년 초반에 이 싱글 음반은 캐피털 FM에서 초연되었고 이번 주 최고의 뉴스 싱글이 되었다. 그러나 영국에서의 대대적인 홍보, 섹시 비디오, 보이 밴드 웨스트라이프와 함께 조연 역할로서의 순회 공연, 런던의 나이트클럽 G-A-Y에서의 공연에도 불구하고 알수의 광고 싱글은 영국의 레이블이었던 머큐리 레코드에 의해 취소되었는데 이는 《Inspired》가 아직 발매되지 않았음을 의미한다.
또한 《Inspired》에 녹음된 대부분의 트랙에 대한 공로가 있다. 이 음반은 레트 로런스와 베이스 브라더스를 포함한 몇몇 업계 최고의 프로듀서들에 의해 제작되었다. 《Inspired》는 라이오넬 리치의 〈Hello〉 커버 버전을 특징으로 한다. 또 다른 완전히 순환된 트랙은 넬리가 피처링을 맡은 〈Wish I Don't Know〉인데 비록 대략적인 데모만 유출되었을 뿐이다. 이 음반은 알수의 이전 작품들보다 기타 곡의 이미지가 강해진 점이 특징이다. 원래는 주로 발라드로 음반을 녹음하려고 했으나 나중에 앨범의 방향이 바뀌었다.
러시아 알수 팬클럽은 2013년 6월 9일에 러시아 모스크바에서 열린 공식 회의에서 회원들에게 《Inspired》 음반을 무료로 증정했다. 이 CD들은 알수에 의해 직접 제작되었는데 음반 전체가 세상에 나온 것은 이번이 처음이었다. 알수는 2006년에 알수 자신과 미래의 남편인 얀 아브라모프가 작곡한 결혼식 노래 〈Miracles〉를 녹음했다. 이 노래는 결혼식 하객들을 위한 한정 싱글 음반으로 발매되었는데 음반 《Inspired》의 일부가 아니다.

### 《주요 사물》과 《모국어》
알수는 5년 만에 발표한 자신의 1번째 LP 음반인 《Samoe Glavnoe》("주요 사물")를 발표했는데 2008년 3월 31일에 유니버설 뮤직 러시아에서 발매되었다. 이 음반의 싱글 음반은 〈Nebo〉("하늘", 2005년에 발매됨), 〈Samoe Glavnoe〉("주요 사물", 2006년에 발매됨. 뮤직 비디오는 없지만 알수가 임신했을 때에 촬영되었다.), 〈Aumoei lyubvi〉("그리고 내 사랑은", 2007년에 발매됨, 미국 캘리포니아주에서 뮤직비디오가 촬영되었고 앨런 캘저티가 감독을 맡았다.)이다. 2008년에는 타타르어 음반도 녹음했다. 《Tugan Tel'》("모국어")라는 이름을 가진 이 음반은 몇몇 타타르인들의 노래와 알수를 위해 특별히 작곡한 노래, 몇몇 타타르 악기들과 합창단을 포함하고 있다. 모든 수익금은 알수와 유니버설 뮤직이 러시아 타타르 공화국 출신의 재능 있는 고아들을 후원하기 위해 기부했다.

### 비음악적 작품
알수는 2004년 6월에 빌리 파이퍼, 루크 매블리, 에마 캐더우드, 샘 트라우턴과 함께 영국의 미스터리 스릴러 영화인 《스피릿 트랩》(Spirit Trap) 촬영에 참여했다. 이 영화는 2005년 8월에 초연되었다. 또한 알수의 자작 발라드곡인 〈Teardrops〉("눈물방울")는 크레딧을 통해 연주되었다. 이 영화는 기본적으로 박스 오피스에서 좋지 않은 평가와 적은 수익을 얻었고 곧 DVD를 통해 개봉되었다. 2008년에는 2번째 영화 개봉이 기다리고 있었는데 2006년 초반에 러시아 황실을 주제로 한 사극 《비바트, 안나!》(Vivat, Anna!)에서 주연을 맡았다. 또한 알수는 영화 《주요 사물》(Samoe Glavnoe)에서 1번 트랙(Intro)의 멜로디를 녹음했다.

### 계획
알수는 다음 러시아 음반에서 자신이 작업 중인 오리지널 싱글 음반을 선정하고 있다. 알수는 러시아의 자장가와 인기 있는 동요를 담은 음반도 녹음하고 있다. 알수는 2010년 초반에 조지 벤슨의 도움으로 재즈 앨범을 녹음하기 시작했다. 알수는 러시아 모스크바에서 열린 유로비전 송 콘테스트 2009에서 진행자를 맡았다. 유로비전 송 콘테스트 진행자들은 보통 프랑스어로 독백을 번역해야 하는데 알수는 이 행사를 위해 유창한 프랑스어를 시연했다. 알수는 오스트리아 빈에서 열린 유로비전 송 콘테스트 2015에서 5명으로 구성된 러시아 심사위원단 가운데 한 사람으로 참여했다.

## 사생활
알수는 2006년 3월 18일에 러시아의 유대인 출신 백만장자인 얀 아브라모프와 결혼했다. 아브라모프는 알수에게 불꽃놀이를 하자고 제안했다고 한다. 알수는 2006년 9월 7일에 미국 캘리포니아주 로스앤젤레스에 위치한 시더-시나이 메디컬 센터에서 첫째 딸인 사피나를 출산했고 2008년 4월 29일에는 둘째 딸인 미켈라를 출산했다. 알수는 2016년 8월 10일에 이스라엘 텔아비브에 위치한 일리노프 병원에서 아들인 라파엘을 출산했다.

## 음반 목록

### 정규 음반
- 《Алсу》 (1999년, 러시아어 음반)
- 《Alsou》 (2001년, 영어 음반)
- 《Мне приснилась осень》 (2002년, 러시아어 음반)
- 《19》 (2003년, 러시아어 음반)
- 《Самое главное》 (2008년, 러시아어 음반)
- 《Родная речь. Туган тел》 (2008년, 타타르어 음반)
- 《Фея добрых снов》 (2011년, 동요 음반)
- 《Inspired》 (2013년, 영어 음반, 2003년부터 2005년 사이에 녹음했으며 팬클럽 회원들에게만 공개됨)
- 《Ты – это свет》 (2014년, 러시아어 음반)
- 《Письма, пришедшие с войны》 (2015년, 러시아어 음반)

### 영어 싱글 음반
- 〈Solo〉 (2000년, 유로비전 송 콘테스트 2000 이전에 발매된 유럽 싱글 음반)
- 〈You're My #1〉 (2000년, 엔리케 이글레시아스와 함께 제작함)
- 〈Before You Love Me〉 (2001년)
- 〈He Loves Me〉 (2001년)
- 〈Run Right Out of Time〉 (2002년, 《갈라》(Gala) 러시아판의 프로모션 싱글 음반)
- 〈Always on My Mind〉 (2004년, 발매가 취소된 《Inspired》의 유럽 싱글 음반)
- 〈Miracles〉 (2006년, 알수의 결혼식 하객들에게만 공개됨)
- 〈Love U Back〉 (2018년)